# Rupert Cambridge, vicegreve Trematon
Prins Rupert af Teck (fra 1917: Rupert Alexander George Cambridge) (født 24. august 1907 – død 15. april 1928) var et medlem af den udvidede britiske kongefamilie. Fra 1917 var han kendt som vicegreve Trematon.

## Slægt
Prins Rupert af Teck var født på det kongelige landsted Claremont House i Surrey. 
Prins Rupert af Tecks far (prins Alexander af Teck, senere den 1. jarl af Athlone samt generalguvernør i Sydafrika og Canada) var bror til dronning Mary af Storbritannien og svoger til kong Georg 5. af Storbritannien. Prins Alexander Cambridge af Teck var oldesøn af kong Georg 3. af Storbritannien.
Prins Ruperts mor, Prinsesse Alice, grevinde af Athlone var sønnedatter af dronning Victoria af Storbritannien. 
Prins Rupert havde arveret til den britiske trone.

## Familie
Prins Rupert var ugift.